# Yukako Kawai
Yukako Kawai (født 27. august 1997) er en japansk bryder, der konkurrerer i fristil.
Hun repræsenterede Japan ved sommer-OL 2020 i Tokyo, hvor hun tog guld i 62 kg.